# Mouvement traditionaliste gaúcho

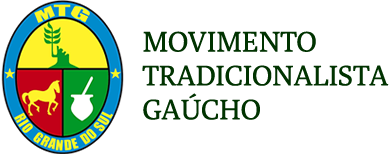

Le Mouvement traditionaliste gaúcho ou MTG (Movimento Tradicionalista Gaúcho) fut fondé en 1948 à Porto Alegre par des étudiants afin de conserver et promouvoir les us et coutumes et la culture des Gaúchos, les habitants du Rio Grande do Sul, l'état le plus méridional du Brésil. 

Cette association non gouvernementale et à but non lucratif représente cette culture bien sûr au Brésil mais aussi au Japon, au Portugal et aux États-Unis entre autres, dans plus de 1500 centres de traditions appelés CTG (Centres de Tradition Gaúcha). Le MTG rassemble plus de deux millions de participants actifs et revendique le fait de constituer le plus grand mouvement de culture populaire de tout le monde occidental. Ces centres aident à la préservation et à la diffusion de la poésie, de la langue, de la musique et des danses gaúchas.